# Borutta
Borutta (Borùta in sardo) è un comune italiano di 244 abitanti della città metropolitana di Sassari, nell'antica regione storico-geografica del Meilogu.
Nel suo territorio si trova la famosa ex cattedrale in stile romanico pisano di San Pietro di Sorres, riconosciuto monumento nazionale italiano dal 1894.

## Origini del nome
Il paese in antichità aveva il nome di Gruta (gruta - grotta) poi trasformatosi in Borutta.

## Storia
Il territorio di Borutta si sviluppa lungo la valle del rio Frida, a sud del monte Pelau ed è situato sulla parte settentrionale della piana di Sorres. La grotta naturale "Ulari", è la testimonianza più antica della presenza dell'uomo nel territorio e fu abitata nel Neolitico recente (3500 a.C.) come testimoniato dai numerosi ritrovamenti di reperti come asce, manufatti in selce e ossidiana, stoviglie e ossa umane. 
La località chiamata monte Sorrano che si trova sopra la grotta Ulàri, assume grande importanza grazie alla scomparsa città di Sorra (o Sorres), che fu sede vescovile e insieme al villaggio di Borutta, appartenne nel medioevo al Giudicato di Torres e fece parte della curatoria del Meilogu, di cui Sorres fu capoluogo. Alla caduta del Giudicato (1259), passò alla signoria dei Doria, e successivamente agli Aragonesi, sotto i quali divenne un feudo. Nel periodo della dominazione aragonese la popolazione di Sorres, sopravvissuta ai vari massacri, si riversò su Borutta ancor prima del 1388, dopo che Sorres venne rasa al suolo e Borutta divenne residenza del vescovo. Nel 1503 la diocesi venne soppressa e unita a quella di Sassari. Nel 1750 fu incorporato nel marchesato di Valdecalzana, concesso ai Martinez e poi ai De Queralt, ai quali fu riscattato nel 1839 dopo la soppressione del sistema feudale.
Nell'aprile del 1946 venne eletta sindaca in questo paese Ninetta Bartoli che, assieme alla marchigiana Ada Natali e alla pugliese Maria Chieco Bianchi, è stata una delle tre prime sindache in Italia ed ha ricoperto questo ruolo per dodici anni.

### Simboli
Lo stemma e il gonfalone del Comune di Borutta sono stati concessi con decreto del presidente della Repubblica del 18 gennaio 2006.
Il gonfalone è un drappo di bianco.

## Monumenti e luoghi d'interesse

### Chiese e monumenti
- San Pietro di Sorres:  edificata tra il XII e il XIII secolo, fu cattedrale diocesi di Sorres fino al 1505 (oggi sede titolare). Dal 1950 la chiesa e l'attiguo monastero ospitano una comunità di monaci benedettini.
- Oratorio di Santa Croce : edificato nel XII secolo (ma pesantemente rimaneggiato fino alla metà del Novecento), era l'originaria rettoria del paese dedicata a santa Maria Maddalena, titolo riportato dall'attuale parrocchiale. L'edificio funse saltuariamente da sede cattedrale per gli ultimi vescovi di Sorres, in particolare col vescovo Stefano Ardizzone, che possedeva una casa nella "villa" di Borutta dal 1432. Di un certo interesse l'abside romanica e un arco sostenuto da semicolonne a fasci tortili in stile gotico catalano.
- Chiesa parrocchiale di Santa Maria Maddalena, edificata nel XVIII secolo.

### Archeologia industriale
- Altopiano di Punta 'e mura: sul piccolo altopiano la presenza di una serie di furraghes (calcare) stanno a testimoniare circa un secolo di produzione della calce.

### Grotte
Grotta sa Rocca Ulari situata proprio sotto il monastero.  Al suo interno vive una grande colonia di pipistrelli, formata da 5 specie diverse. 
In base a ritrovamenti di manufatti riferibili alla cultura di Ozieri, si può ragionevolmente ipotizzare che nel Neolitico recente, intorno al 3500 a.C. circa, la grotta fu frequentata e utilizzata sia come abitazione che come luogo di sepoltura. La grotta è stata recentemente chiusa da un cancello, ma questo non ne impedisce comunque l'accesso.

## Società

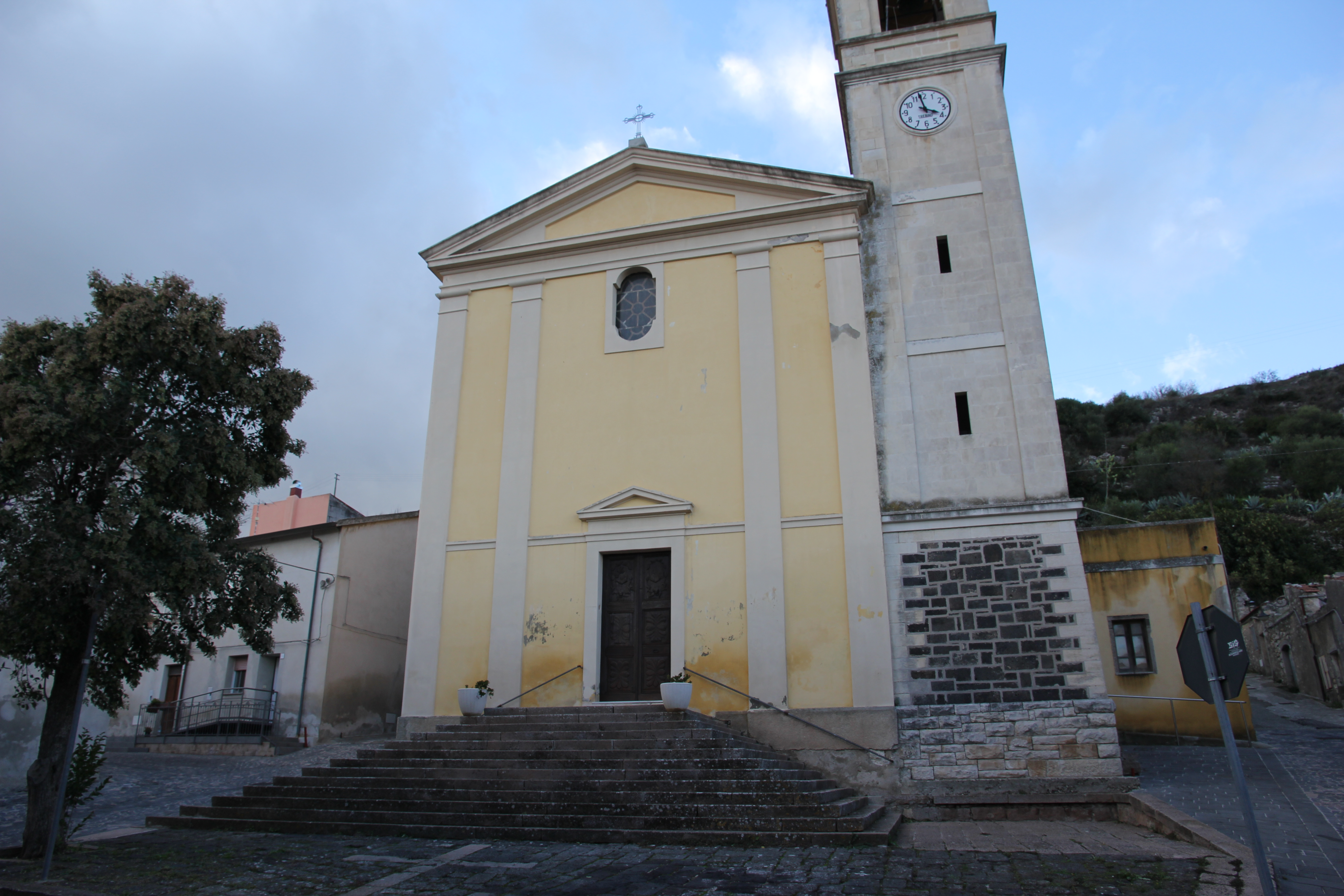
La chiesa parrocchiale

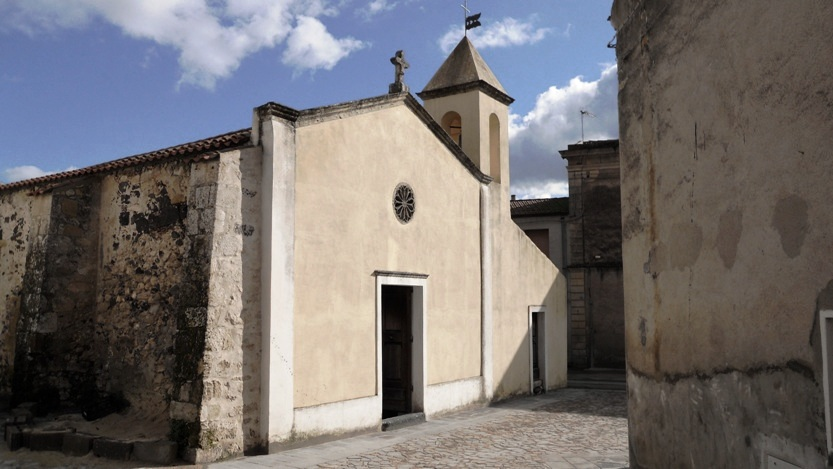
L'oratorio di Santa Croce di Borutta

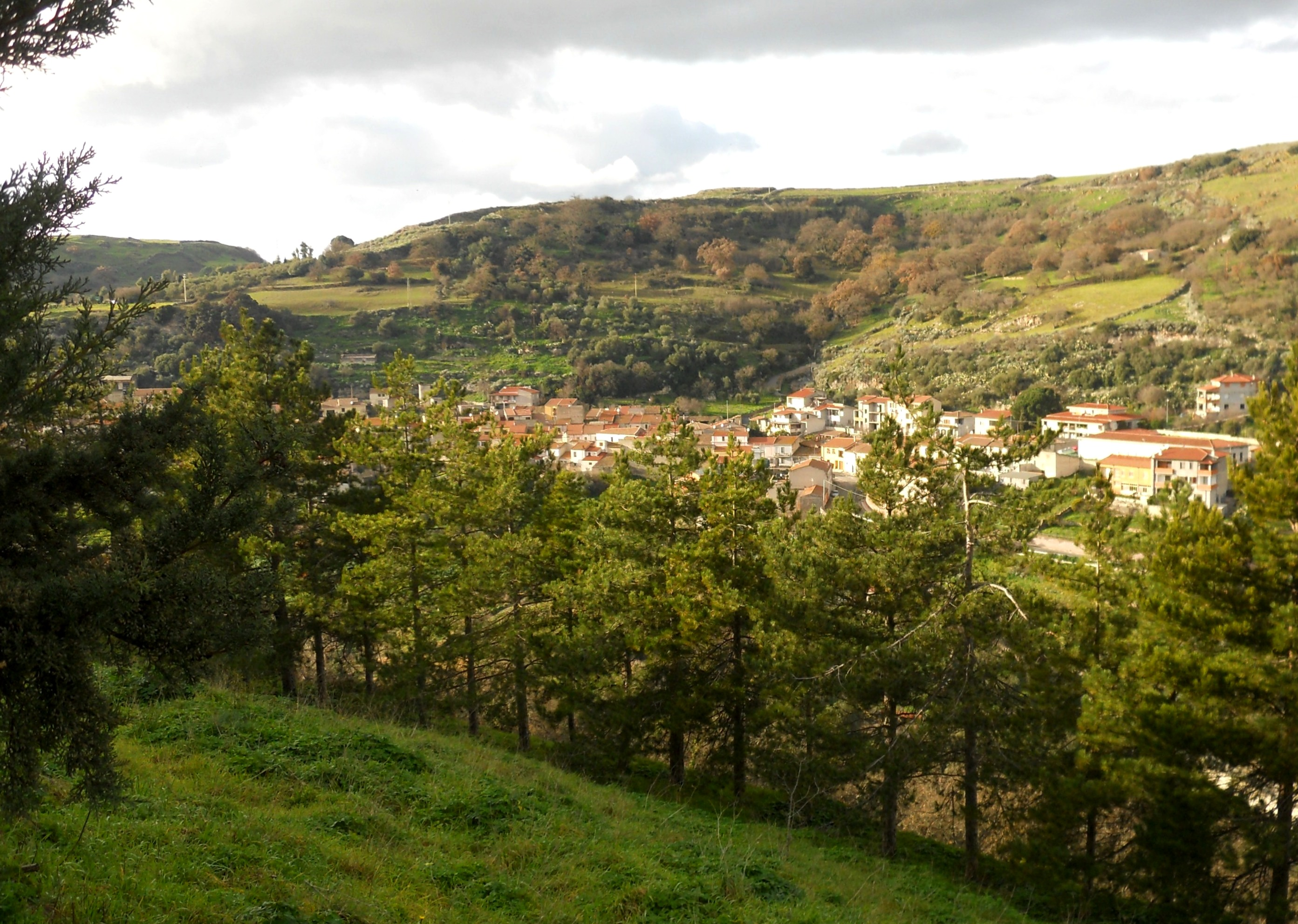
Borutta dal colle di Sorres

### Evoluzione demografica
Abitanti censiti

### Lingue e dialetti
La variante del sardo parlata a Borutta è quella logudorese settentrionale.

### Tradizioni e folclore
La festa principale del paese è la festa di san Pietro di Sorres, il 29 di giugno. Il giorno della festa si svolge la processione in costume e a cavallo che parte dalla parrocchia di Borutta e arriva fino all'omonimo monastero.

## Cultura

### Eventi

#### Bastida di Sorres
Dal 2011, nel weekend della terza settimana di agosto, si svolge una delle più frequentate rievocazioni storiche dell'isola, la Bastida (ovvero, "fortezza") di Sorres, che richiama visitatori di diverse nazionalità grazie al nutrito numero di artisti e reenactors in vesti trecentesche provenienti, ultimamente, dal territorio nazionale.
L'evento, nato per rievocare fatti bellici intercorsi tra i Doria, gli Arborensi e gli Aragonesi attorno alla metà del XIV secolo, si è arricchito nel tempo di spettacoli, conferenze ed esperienze finalizzate alla divulgazione delle ricchezze del territorio.

## Amministrazione
| Periodo         | Periodo         | Primo cittadino                | Partito                          | Carica  | Note   |
| --------------- | --------------- | ------------------------------ | -------------------------------- | ------- | ------ |
| 6 giugno 1993   | 27 aprile 1997  | Franco Mario Solinas           | lista civica                     | Sindaco | [ 8 ]  |
| 27 aprile 1997  | 13 maggio 2001  | Salvatore Mario Rassu          | liste civiche di centro-sinistra | Sindaco | [ 9 ]  |
| 13 maggio 2001  | 28 maggio 2006  | Pier Paolo Arru                | lista civica                     | Sindaco | [ 10 ] |
| 28 maggio 2006  | 15 maggio 2011  | Pier Paolo Arru                | lista civica                     | Sindaco | [ 11 ] |
| 15 maggio 2011  | 5 giugno 2016   | Silvano Quirico Salvatore Arru | lista civica "Borutta Viva"      | Sindaco | [ 12 ] |
| 6 giugno 2016   | 11 ottobre 2021 | Silvano Quirico Salvatore Arru | lista civica "Borutta Viva"      | Sindaco | [ 13 ] |
| 11 ottobre 2021 | in carica       | Silvano Quirico Salvatore Arru | lista civica "Borutta Viva"      | Sindaco | [ 14 ] |

## Sport
Nel paese era presente la Polisportiva Borutta fondata nel 1983 e trasformata in Sorres Borutta 2010 conservando colori di maglie, militante nel campionato regionale di seconda categoria.